# Anilios unguirostris
Anilios unguirostris — вид змій родини сліпунів (Typhlopidae). Ендемік Австралії.

## Поширення і екологія
Anilios unguirostris широко поширені на півночі і сході Австралії, від Західної Австралії через Північну Територію до міста Гладстон в Квінсленді. Вони живуть в тропічних рідколіссях та на купинних луках.